# Plaza El Caracol
La Plaza El Caracol es un pequeño parque ubicado en la localidad de Villa Elisa, Partido de La Plata, Argentina.Se encuentra en la conjunción de tres calles, Diagonal 3, diagonal 425 y calle 423. 
Su nombre se debe a la presencia en el centro de una estatua con aspecto de molusco gastrópodo, que podría ser alguna especie de la familia Muricidae de caracoles marinos, tales como Trophon geversianus o Xymenopsis muriciformis.

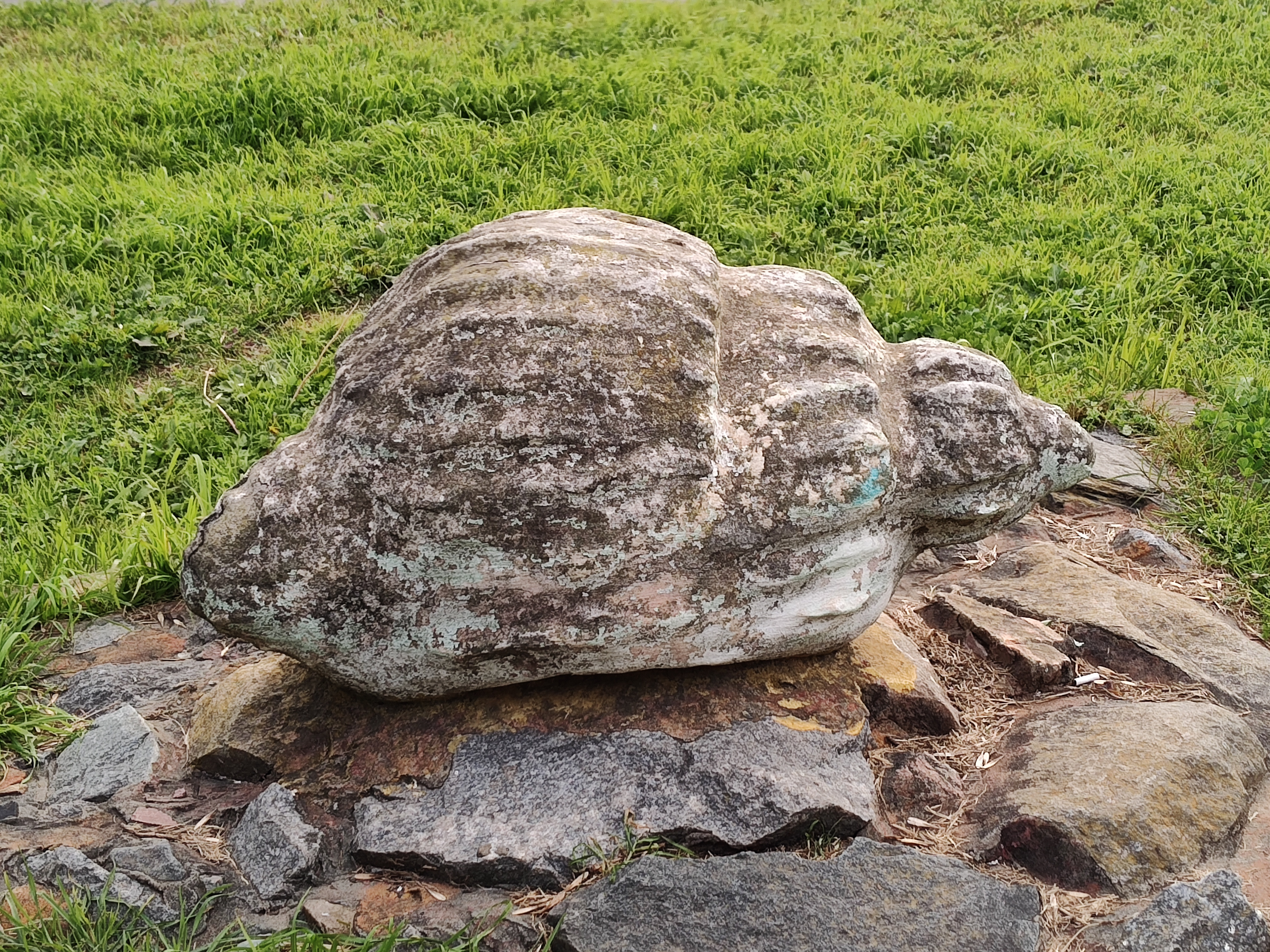
Monumento en la Plaza El Caracol.